# Бова, Мария Владиславовна
Мария Владиславовна Бова (укр. Марія Владиславівна Бова; род. 28 февраля 1988 года) — украинская боксёрша. Чемпионка мира 2012 года. Призёр чемпионата мира 2018 года. Призёр чемпионатов Европы 2011, 2018 и 2019 годов. Член сборной Украины по боксу.

## Карьера
Шестикратная победительница национального чемпионата в весовой категории до 69 кг (2009, 2010, 2013, 2015 годы), до 75 кг (2015 год), до 64 кг (2018 год).
В 2011 году в Роттердаме на чемпионате континента сумела завоевать серебряную медаль.
На следующий год в Китае на чемпионате мира в весовой категории до 69 кг, она стала чемпионкой мира, одержав победу во всех своих поединках.
На чемпионате Европы 2018 года в Софии, сумела стать призёром континентального первенства, завоевав бронзовую медаль чемпионата. В полуфинальном поединке уступила болгарской боксёрше.
На 10-м чемпионате мира по боксу среди женщин в Индии, в финале, 24 ноября 2018 года, украинская спортсменка встретилась с китайской спортсменкой Доу Дан, уступила ей 0:5 и завершила выступление на мировом первенстве на втором месте с серебряной медалью.
В 2019 году Мария приняла участие в чемпионате Европы по боксу, который состоялся в Испании. Она добралась до полуфинала, в котором уступила и завоевала бронзовую медаль турнира.